# Hildegard Marcusson

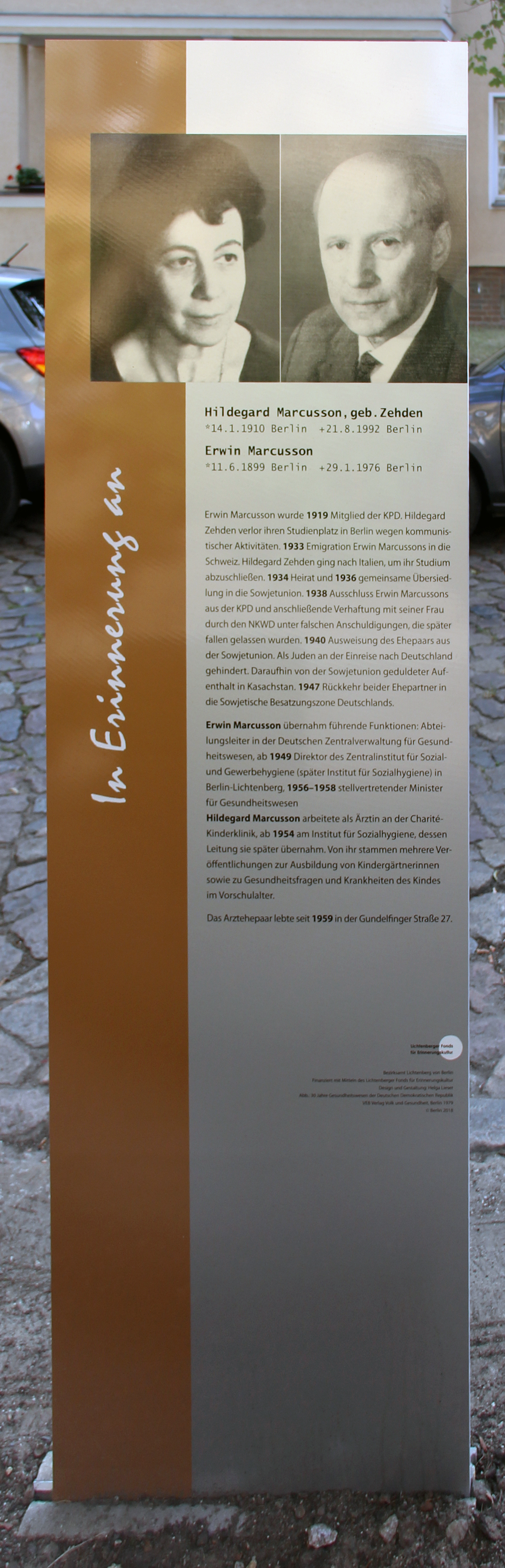
Gedenktafel am Haus, Gundelfinger Straße 27, in Berlin-Karlshorst

Hildegard Marcusson oder Hilde Marcusson, geb. Zehden, (geb. 14. Januar 1910 in Berlin; gest. 21. August 1992 ebenda) war eine deutsche Ärztin und Sozialhygienikerin. Die Professorin arbeitete in der Kinderklinik der Charité und als Direktorin am Institut für Sozialhygiene in Berlin-Lichtenberg und setzte sich für Mütterberatung und Schulhygiene ein.

## Leben
Hildegard Marcusson war die Tochter des jüdischen Arztes Dr. Georg Zehden. Bis 1929 besuchte sie die Cecilienschule in Berlin, dann begann sie, ebenfalls in Berlin, ein Medizinstudium. Zu dieser Zeit schloss sie sich der „roten Studentengruppe“ und der Internationalen Arbeiterhilfe an. Als sie zu Beginn der Zeit des Nationalsozialismus 1933 wegen ihrer kommunistischen Betätigung von der Universität relegiert wurde, emigrierte sie nach Italien, wo sie 1935 ihr Studium abschloss. 1934 heiratete sie den Arzt Dr. Erwin Marcusson. Ab 1936 lebte und arbeitete sie in der Sowjetunion, weil ihr und ihrem Ehemann dort Asyl gewährt worden war. 
Im Januar 1938 wurde Marcusson unter der Anschuldigung der Spionage und des Verrats an Rosa Luxemburg und Karl Liebknecht gemeinsam mit ihrem Ehemann verhaftet. Zwei Jahre später, im März 1940, wurde das Ehepaar zwar dank der Hilfe Sophie Liebknechts wieder aus der Untersuchungshaft entlassen, dennoch aus der Sowjetunion ausgewiesen und „von den deutschen Behörden als Juden an der Grenze zu Polen abgeschoben“. Von 1941 an lebte das Ehepaar in Aralsk in Kasachstan, wo ihr Aufenthalt geduldet war und Erwin Marcusson in der Rayon-Gesundheitsverwaltung arbeitete. Dort verbrachten beide die Kriegsjahre.
Im Januar 1947 kehrte das Ehepaar nach Berlin zurück und wohnte in einem zur sowjetischen Besatzungszone Deutschlands gehörenden Teil der Stadt. Am 19. Februar 1947 wurde Sohn Peter geboren. Im selben Jahr schloss sich Hildegard Marcusson der Sozialistischen Einheitspartei Deutschlands (SED) an. Bis 1949 arbeitete Marcusson an der Kinderklinik der Charité in Berlin. In den Folgejahren, von 1950 bis 1954, war sie freiberuflich als wissenschaftliche Mitarbeiterin im Verlag Volk und Gesundheit tätig. 1954 wechselte sie ans Institut für Sozialhygiene und Organisation des Gesundheitsschutzes in Berlin-Lichtenberg. Dort arbeitete sie zunächst als wissenschaftliche Mitarbeiterin, später leitete sie dann die Einrichtung, die „unter maßgeblicher Leitung ihres Mannes 1948 neu gegründet worden“ war. Sie löste damit ein Vorgängerinstitut ab, das seit 1925 Bestand hatte. Marcusson arbeitete, ebenso wie ihr Mann, in leitender Position im Gesundheitswesen und verantwortete ärztliche Fortbildungen im Osten Deutschlands. Marcusson widmete sich, entsprechend ihrer Ausbildung als Kinderärztin, in ihren vielfältigen wissenschaftlichen Veröffentlichungen den Problemen Heranwachsender und deren Erziehung. Dazu zählten auch die Mütterberatung und Schulhygiene.
Ab 1959 wohnte das Ehepaar in der Gundelfinger Straße 27 im Bezirk Berlin-Lichtenberg.
Hildegard Marcusson starb am 21. August 1992 in Berlin.

## Ehrungen, Auszeichnungen
Hildegard Marcusson wurde für ihre Arbeit vielfach geehrt.
- 1970: „Verdienter Arzt des Volkes“ (Ehrentitel)[2]
- Vaterländischer Verdienstorden in Gold
- Medaille für Kämpfer gegen den Faschismus 1933 bis 1945
- Clara-Zetkin-Medaille

2006 wurde eine Straße in Berlin-Rummelsburg nach ihr benannt.
Am 20. August 2018 wurde am ehemaligen Wohnhaus von Hildegard und Erwin Marcusson in der Gundelfinger Straße 27 eine Stele zum Andenken an das Ehepaar eingeweiht.

## Werke (Auswahl)
- „Lehrbuch für die Ausbildung von Kindergärtnerinnen“
- „Die Gesundheit des Kindes im Vorschulalter“
- „Die Erkrankungen im Kindesalter“[6]